# Polje Slavka Gavrančića
Polje Slavka Gavrančića (ranije samo Polje) je naseljeno mjesto u općini Travnik, Federacija Bosne i Hercegovine, BiH.

## Stanovništvo

### 1991.
Nacionalni sastav stanovništva 1991. godine, bio je sljedeći:
ukupno: 415
- Hrvati - 252
- Muslimani - 106
- Srbi - 9
- Jugoslaveni - 33
- ostali, neopredijeljeni i nepoznato - 15

### 2013.
Nacionalni sastav stanovništva 2013. godine, bio je sljedeći:
ukupno: 344
- Hrvati - 170
- Bošnjaci - 163
- Srbi - 2
- ostali, neopredijeljeni i nepoznato - 9

## Poznate osobe
- Dragan Dujmušić, rkt. svećenik, vjeroučitelj, mučenik
- Krunoslav Kosta Bralić, vjerski pisac, definitor
- Slavko Gavrančić, član Komunističke partije Jugoslavije